# Línea 101 (Tucumán)
La Línea 101 es una línea de colectivos interurbana propiedad de El Galgo S.R.L. Esta abastece las localidades de San Miguel de Tucumán, Las Talitas, Lomas de Tafí y Los Pocitos del Gran San Miguel de Tucumán.

## Recorrido

### Ramal Lomas de Tafí[1][2]
Lomas del Tafí, Barrio Policial, Av. Fco. de Aguirre, Av. Rep. del Líbano, Av. Sarmiento, Salta, Jujuy, Lavalle, Entre Ríos, Monteagudo, Santiago del Estero, Salta, Av. Sarmiento, Av. Belgrano, 12 de Octubre, Paraguay, Av. Rep. del Líbano, Av. Fco. de Aguirre, Barrio Policial, Lomas del Tafí.

### Ramal Barrio Soeme[3][4]
Entra por Ruta Nacional N° 9, Diagonal Eva Perón, Calle 1, Calle 12, Diag. Eva Perón, Calle entre 23 y 25, San Juan Macías, Av. San Francisco Solano, Ruta Provincial N.º 305, Retorna por Av. Francisco Solano, San Juan Macías, Calle entre 23 y 25, Calle 18, Calle 25, Calle 14, Calle 35, Calle 12, Calle 37, Calle 6, Calle 31, Calle 10, Calle 25, Calle 4, Calle 3, Diagonal Eva Perón, Ruta Nacional N° 9, Av. Francisco de Aguirre, Av. Rep. del Líbano, Av. Sarmiento, Salta, Jujuy, Lavalle, Entre Ríos, Monteagudo, Santiago del Estero, Salta, Diag. Lisandro de la Torre, Ruta Nacional N° 9.

### Ramal Los Pocitos[5][6]
Camino del Desierto, 1era calle al sur, Av. Mitre, Virgen Generala, Camino del Desierto, 13 de Junio, 2da calle al sur, Juan Carlos Iramain, 6ta calle al norte, 13 de Junio, Camino del Desierto, Virgen Generala, Av. Mitre, 1era al sur, Camino del Desierto, Av. Rep. del Líbano, Av. Sarmiento, Salta, Jujuy, Lavalle, Entre Ríos, Monteagudo, Santiago del Estero, Salta, Santa Fe, Junín, Av. Sarmiento, Av. Belgrano, 12 de Octubre, Paraguay, Av. Rep. del Líbano, Camino del Desierto.

### Ramal Villa Mariano Moreno- Barrio El Gráfico[7][8]
Entra por Ruta Nacional N° 9, Diagonal Eva Perón, Calle 6, Calle 37, Calle 10, Calle 25, Calle 14, Calle 55, Calle 18, Calle 59, Calle 14, Calle 63, Calle 12, Calle 73, Calle 10, Calle 75, Calle 16, Calle 71, Calle 12, Calle 63, Calle 14, Calle 59, Calle 18, Calle 55, Calle 14, Calle 39, Calle 12, Calle 31, Calle 14, Calle 25, Calle 16, Diagonal Eva Perón, Calle 12, Calle 1, Calle 6, Diag. Eva Perón, Calle 6, Calle 7, Calle 4, Calle 3, Ruta Nacional N° 9, Diagonal Lisandro de la Torre, Salta, Jujuy, Lavalle, Entre Ríos, Monteagudo, Santiago del Estero, Salta, Santa Fe, Junín, Av. Sarmiento, Av. Belgrano, 12 de Octubre, Paraguay, Av. República del Líbano, Av. Fco. de Aguirre, Ruta Nacional N° 9.

## Lugares de Interés
- Plaza San Martín
- Parroquia Inmaculado Corazón de María
- Casa Museo de la Ciudad
- Lomas de Tafí